# Gazania rigens
Gazania rigens é uma espécie de planta com flor pertencente à família Asteraceae. 
A autoridade científica da espécie é (L.) Gaertn., tendo sido publicada em De Fructibus et Seminibus Plantarum...2: 451. 1791.
O seu nome comum é gazânia.

## Portugal
Trata-se de uma espécie presente no território português, nomeadamente em Portugal Continental e no Arquipélago dos Açores.
Em termos de naturalidade é introduzida nas duas regiões atrás indicadas.

## Protecção
Não se encontra protegida por legislação portuguesa ou da Comunidade Europeia.